# Crkva sv. Ante u Bolu
Crkva sv. Ante, crkva na Bolu, zaštićeno kulturno dobro

## Opis dobra
Crkva sv. Ante (ranije sv. Bernardina) podignuta je na istaknutom položaju vrh Lože početkom 16. st. Jednobrodna crkva s pačetvorinastom apsidom presvođena je slomljenim gotičkim svodom, a na južnoj strani dograđena je četvrtasta kapela. Renesansno kameno pročelje sa simetričnim rasporedom otvora, nad vratima ima prozor u obliku prošupljenog kvadriloba, a na vrhu visoku kamenu preslicu. Unutrašnjost crkve nije ožbukana. Ima rustični oltar s oslikanim drvenim antependijem s likom sv. Bernardina. Na glavnom oltaru je luneta Bogorodice sa svecima slikara Marinkovića iz 1771. god.

## Zaštita
Pod oznakom Z-4330 zavedena je kao nepokretno kulturno dobro - pojedinačno, pravna statusa zaštićena kulturnog dobra, klasificirano kao "sakralna graditeljska baština".

## Vanjske poveznice
|  | Zajednički poslužitelj ima još gradiva o temi Crkva sv. Ante u Bolu |